# Mesclador de criptomoneda
Un mesclador de criptomoneda, cryptocurrency tumbler o cryptocurrency mixing service és un servei ofert per barrejar moneda digital potencialment identificable i contaminada amb altra que no ho estigui, així com per enfosquir la part posterior o rastre dels fons originals. Normalment, això es fa agrupant els fons d'origen de múltiples entrades durant un període gran i aleatori, i després escopint-los a les adreces de destinació. Com que tots els fons s'agrupen i més tard es distribueixen a l'atzar, és molt difícil rastrejar les monedes exactes. Han sorgit mescladors per millorar l'anonimat de les criptomonedes, normalment bitcoin (d'aquí el mesclador de Bitcoin), ja que les criptomonedes proporcionen un registre públic de totes les transaccions.

## Rerefons
El mesclador cobra una tarifa de transacció percentual del total de monedes barrejades per obtenir beneficis, normalment entre l'1 i el 3%. La barreja ajuda a protegir la privadesa i també es pot utilitzar per al blanqueig de diners barrejant fons aconseguits il·legalment. Barrejar grans quantitats de diners pot ser il·legal, ja que infringeix les lleis antiestructuració. L'escriptor sobre crims financers Jeffrey Robinson ha suggerit que els mescladors haurien de ser criminalitzats a causa del seu ús potencial en activitats il·legals, concretament per finançar el terrorisme; tanmateix, un informe del CTC suggereix que aquest ús en activitats relacionades amb el terrorisme és "relativament limitat". Hi ha hagut almenys un incident en què un intercanvi ha inclòs a la llista negra els dipòsits "contaminats" procedents de bitcoins robats.
L'existència de mescladors ha fet l'ús anònim de darknet els mercats més fàcils i la feina d'aplicació de la llei més complicada.
El febrer de 2020, el suposat operador d'un mesclador de criptomoneda va ser acusat de "conspiració de blanqueig de diners, operar un negoci de transmissió de diners sense llicència i realitzar transmissió de diners sense una llicència de DC".

## Mescladors d'igual a igual
Els mescladors d'igual a igual actuen com un lloc de reunió per als usuaris de bitcoins, en lloc d'agafar bitcoins per barrejar-los. Els usuaris organitzen la barreja per ells mateixos. Aquest model resol el problema del robatori, ja que no hi ha intermediari. Quan està completament format, comença l'intercanvi de bitcoins entre els participants. A part del servidor de mescles, cap dels participants pot conèixer la connexió entre les adreces entrants i sortints de les monedes.

## Rentat de diners
El desembre de 2013, el mesclador de criptomoneda Bitcoin Fog va utilitzar per rentar una part dels 96.000 BTC del robatori de Sheep Marketplace. El febrer de 2015, es van robar un total de 7.170 bitcoins de l'intercanviador xinès Bter.com i es van remuntar al mateix mesclador. L'abril de 2021, les autoritats federals dels EUA van arrestar el fundador de Bitcoin Fog, un home rus-suec anomenat Roman Sterlingov, acusat de blanqueig de diners, que operava un negoci de transmissió de diners sense llicència al Districte de Columbia. Al·legant que durant els seus 10 anys de funcionament va rentar més d'1,2 milions de bitcoins per un valor d'aproximadament 335 milions de dòlars.